# Noville-les-Bois
Noville-les-Bois är en ort i Belgien.   Den ligger i provinsen Namur och regionen Vallonien, i den centrala delen av landet, 60 km sydost om huvudstaden Bryssel. Noville-les-Bois ligger 174 meter över havet och antalet invånare är 1 426.
Terrängen runt Noville-les-Bois är platt, och sluttar norrut. Runt Noville-les-Bois är det ganska tätbefolkat, med 100 invånare per kvadratkilometer.. Närmaste större samhälle är Namur, 13,0 km sydväst om Noville-les-Bois. 
Trakten runt Noville-les-Bois består till största delen av jordbruksmark.